# Арнелл, Хампус Вильгельм
Хампус Вильгельм Арнелл (швед. Hampus Wilhelm Arnell; 2 августа 1848—1932) — шведский ботаник, бриолог.
Отец ботаника Сигфрида Вильгельма Арнелла (1895—1970).
Хампус Вильгельм Арнелл родился 2 августа 1848 года в Хернёсанде, лен Вестерноррланд. В 1875 году он стал приват-доцентом ботаники в Уппсальском университете, впоследствии работал школьным учителем в Умео и Гернесанде. В 1880 году он получил должность ассоциированного профессора естественной истории и химии в Йёнчепинге. С 1894 года он преподавал в Евле, а с 1901 в Уппсале.
Провел ботанические экспедиции по всей Швеции, северу Норвегии (в 1869, 1870 и 1891 годах) и в долине реки Енисей в Сибири (в 1876 году). С 1873 года он проводил фенологические исследования в разных частях Швеции.
Роды печеночников «Arnellia» Lindb. и «Arnelliella» C. Massal. названы в его честь.

## Отдельные научные труды
- «De skandinaviska löfmossornas kalendarium», 1875.
- «Om vegetationes utveckling i Sverige åren 1873-75», 1878.
- «Lebermoosstudien im nördlichen Norwegen», 1892.
- «Die Moose des Sarekgebietes», 1907.
- «Vegetationens årliga utvecklingsgång i Svealand», 1923.
- «Mossor : a. levermossor», 1928.[7][8]